# 里奇蘭縣 (南卡羅萊納州)
里奇蘭县（英語：Richland County）是美国南卡罗来纳州中部的一個縣，位於州的地理中心。面積1,999平方公里。根據2020年美國人口普查，共有人口416,147人，2005年人口為340,078人，是該州人口第二多的縣，位居州的人口中心。縣治哥倫比亞（Columbia）也是州首府。該縣，成立於1785年，縣名指的是當地肥沃的土地。